# Masacre de Bentiu de 2014
La masacre de Bentiu de 2014 ocurrió el 15 de abril de 2014 en la ciudad de Bentiu, en el norte de Sudán del Sur, durante la Guerra Civil de Sudán del Sur. El ataque ha sido descrito por The Economist como la "peor masacre" de la guerra civil.

## Trasfondo
Antes del ataque, la gente había buscado refugio en lugares de culto y curación, mientras que una estación de radio local presentaba a comandantes rebeldes advirtiendo a ciertos grupos étnicos, excepto a los nuers, que venían por ellos, llamando a los otros grupos a violar las mujeres no nuer.

## Ataque
Los investigadores de derechos humanos de la ONU dijeron que después de que los rebeldes arrebataron Bentiu a las fuerzas gubernamentales en duras batallas, los hombres armados pasaron dos días persiguiendo a quienes creían que se oponían a ellos. Los asesinos, identificados por las Naciones Unidas como fuerzas del SPLM/A-IO liderado por nuer, iban de un lugar a otro, de mezquita a iglesia y hospital, separando a las personas por etnia y religión y disparando a los que quedaban atrás. Los civiles fueron asesinados en el hospital principal de la ciudad, en una iglesia católica y especialmente en la mezquita Kali-Ballee, donde cientos se habían refugiado y donde los rebeldes "separaron a individuos de ciertas nacionalidades y grupos étnicos y los escoltaron a un lugar seguro, mientras los otros fueron asesinados”. Uno de los que apenas escapó de la muerte durante la masacre fue el destacado ex señor de la guerra y comandante progubernamental Peter Par Jiek.
Una semana después del ataque, los cuerpos seguían esparcidos por las calles.

## Consecuencias
El gobierno de Sudán del Sur dijo que el número de muertos por la masacre superó los 400. Solo en la mezquita principal, "se informó que más de 200 civiles murieron y más de 400 resultaron heridos", dijo la misión de la ONU en el país.
Según una fuente, muchas de las víctimas eran sudaneses, en particular comerciantes de Darfur y soldados del Movimiento por la Justicia y la Igualdad (JEM), un grupo rebelde sudanés de Darfur acusado de apoyar al gobierno de Sudán del Sur. Según la fuente, los combatientes del JEM se quitaron los uniformes y se escondieron en la mezquita antes de recibir disparos. Sin embargo, un grupo sudanés de derechos humanos rechazó esta afirmación y dijo que los muertos eran civiles desarmados.
Muchas otras víctimas eran civiles, así como soldados del SPLA pertenecientes al pueblo Dinka, un grupo étnico que tradicionalmente había apoyado al gobierno de Kiir.